# Royal Building Residence
Le « Royal Building Residence », aussi appelé « Tour Albert », est un immeuble d’habitation de 21 étages situé dans la commune de Forest en région Bruxelles-Capitale en Belgique. Il est conçu par l’architecte Jacques Cuisinier en collaboration avec Serge Lebrun puis réalisé de 1962 à 1965.

## Histoire

### Contexte historique
Avec la crise économique de 1929 puis la Seconde Guerre mondiale et dans un souci de contrer la crise du logement, la typologie d’immeuble d’habitation connait un certain succès.
À Bruxelles, cette typologie, bien que destinée avant tout à loger un plus grand nombre de personnes à des prix plus raisonnable que des maisons individuelles, permet également à plus de population d’avoir l’opportunité d’habiter en ville.
À Forest, à partir des années 1950, le prix du sol et le manque de terrains à bâtir favorisent la construction d’immeubles d'appartements. Cette typologie accessible témoigne alors de la volonté de renouveler le vivre en ville pour tous. Initialement destinés à des habitations principalement sociales, les appartements en ville apportent de plus en plus de confort et vise progressivement une population plus aisée.

### Commanditaire[1]
La tour est commandée par l’entreprise privée « Constructions Rationnelles Modernes ».

### Construction
La construction de la tour commence en 1962. À la suite de complications durant la construction du Royal Building Residence, la firme C.R.M. (Constructions Rationnelles Modernes) fait faillite. La construction du Royal Building est alors confiée à une autre entreprise qui subit le même sort, une troisième entreprise termine alors le chantier en 1965.

## Architecture

### Localisation
Le bâtiment se situe à cheval sur les communes de Forest et Saint-Gilles dans la région Bruxelles-Capitale et à l'angle de deux voiries (Avenue Albert 2-10 et Avenue Ducpétiaux 146-148). Il fait directement face à la Place Albert, à mi-chemin entre le quartier du Haut de Saint-Gilles autour de la Maison communale et le quartier de l'Altitude 100 autour de l'église Saint-Augustin.

### Contexte
La « Tour Albert » s’implante dans un paysage bruxellois typique entre deux avenues bordées de maisons mitoyennes de R+3 en moyenne. Le bâtiment se situe non loin du parc de Forest et du parc Duden, des prisons de Saint-Gilles et Forest, et il fait face au Bar du Matin situé Place Albert. Il participe avec les commerces au rez-de-chaussée de la tour et sa mixité sociale et générationnelle à la redynamisation du quartier.

### Programme
Le « Royal Building Residence » comprend 114 appartements de 78 à 114m² accessibles par trois entrées distinctes ainsi qu’un rez-de-chaussée commercial composé d’un tabac/presse, trois cabinets médicaux, un commerce alimentaire et à l'origine une agence de banque, aujourd'hui un service d'aide psycho-sociale et juridique aux personnes auteurs et présumées auteurs d'infraction pénale, aux personnes proches et enfants.

### Bâtiment
L’immeuble se compose de 3 résidences, la première dans l’Avenue Ducpétiaux compte 8 étages et deux colonnes d'appartements, la seconde face à la Place Albert compose la tour principale de 21 étages et quatre colonnes, et enfin la troisième Avenue Albert se développe sur 7 étages et deux colonnes à nouveau. Malgré leurs différentes hauteurs, les trois bâtiments forment un ensemble cohérent de même écriture architecturale faite d’une alternance de pleins et de vides, de continuité des éléments horizontaux sur les trois bâtiments et de même matérialité avec l’utilisation de la brique de parement, de l'aluminium pour les menuiseries et ascenseurs, du métal pour les garde-corps des balcons, ainsi que du bois à l'intérieur, et d’éléments en béton.
Cette composition avec une forte présence d’ouvertures horizontales et l’usage de la brique renvoie à l’architecture italienne rationnelle tandis que les larges baies vitrées avec des châssis en aluminium, le parking souterrain sous la Tour, l’antenne de radio et l'escalier de secours avec des échelles en fer ramènent plutôt aux gratte-ciel new-yorkais.

### Matériaux
Le matériau dominant en extérieur est la brique de parement (couleur ivoire à l'origine et sable après la rénovation) disposée sur toute la façade hors la partie du rez-de-chaussée. Pour la partie basse de la façade, aves les étages en ressaut, le « socle », est composé de dalles de "pierre de Flammet" en schiste ardoisier verdâtre et miroitant et d'une partie de mosaïque en pierre de verre . Les châssis des fenêtres et des portes fenêtres sont métalliques, en aluminium anodisé. Les terrasses rentrantes et balcons suspendus sont en béton, avec des garde-corps en métal noir et en verre.

### Structure
L’ossature du bâtiment est en béton armé, elle comprend les fondations, les colonnes, les poutres, les acrotères des toitures, les escaliers avec les paliers et les linteaux de portes et fenêtres.

### Architecte[4]
Jacques Cuisinier est un architecte bruxellois né à Ixelles en 1915 et mort à Bruxelles en 2000. Il est diplômé en architecture à l’école de Sint-Lukkas en 1937. L’architecte est principalement connu pour différents immeubles de bureaux ainsi que des immeubles appartements marquant dans le paysage bruxellois. Parmi ses principales réalisations on trouve, en plus du Royal Building Residence de Forest, la Tour Martini à Saint-Josse-Ten-Noode, la Résidence Brusilia à Schaerbeek, la résidence de la Magnanerie à Forest, la résidence du Lac à Ixelles, et dernièrement, l'hôtel Méridien face à la gare Centrale de Bruxelles.

### Divers
La tour Albert, qui compte 22 niveaux pour une hauteur de 67m et qui se trouve à 91m d’altitude, est sur son toit (non accessible) le point de vue culminant et dominant le panorama de la région Bruxelles-Capitale.